# Henrik Vult von Steyern
Henrik Wilhelm Vult von Steyern, född 6 maj 1806 i Sankt Pers församling, Östergötlands län, död 17 april 1871 i Jakob och Johannes församling, Stockholms stad, var en svensk militär och politiker.
Vult von Steyern var löjtnant i flottan. Han var ledamot av riksdagens andra kammare.

## Biografi
Henrik Vult von Steyern föddes 1806 på Starby kungsgård i Sankt Pers socken. Han var son till kassadirektör Henrik Sebastian Vult von Steijern vid Göta kanalverk och Anna Christina Lagerheim. Vult von Steyern blev 10 september 1814 sergeant vid arméns flotta och 5 november 1821 underlöjtnant. Han blev 1822 student vid Uppsala universitet och avlades 8 december 1823 kansliexamen, samt disputerade samma år. Vult von Steyern deltog i sjöexpeditionen till södra och norra Marika 1825–1826. Vult von Steyern blev 23 februari 1829 adjutant hos riksståthållaren greve Baltzar von Platen, 1831 adjutant hos cheften för tredje avdelningen av storamiralsämbetet och 3 december 1831 premiärlöjtnant vid Kunglig majestäts flotta. Han tjänstgjorde i Storbritanniens örlogsflotta 1832–1833. Vult von Steyern avled 1871 i Stockholm.

### Egedom
Vult von Steyern ägde Sviestad i Landeryds socken, Nordsjö, Kansby, med Karlströms bruk i Kristbergs socken och Lämneå bruk i Tjällmo socken.

### Familj
Vult von Steyern gifte sig 8 mars 1839 på Hättorp med Emma Tisell (1821–1902), dotter till bruksägaren Nils Fredrik Tisell och Aurora Charlotta Busck. De fick tillsammans barnen presidenten Nils von Steyern (1839–1899), intendenten Baltzar Vult von Steyern (1841–1929), Charlotta Vult von Steyern (1843–1936) som var gift med regementsläkaren Nils August Edling, fabriksföreståndaren Johan Vult von Steyern (1847–1911) och Rosa Vult von Steyern (1851–1922) som var gift med generalpostdirektören Edvard von Krusenstjerna.